# Rita Lisauskas
Rita de Cássia Lisauskas (São Paulo, 26 de novembro de 1976) é uma jornalista brasileira.

## Biografia e carreira
Descendente de lituanos, Rita é formada em jornalismo pela Pontifícia Universidade Católica de São Paulo (PUC-SP) e em Letras pela Universidade de São Paulo (USP) e iniciou-se na televisão na TV PUC e TV Cultura.
Já formada trabalhou no Canal Rural e, em 2000, aceitou o convite da Globo para trabalhar na Afiliada Matogrossense da emissora, a TV Centro América, onde foi repórter e apresentadora de um dos telejornais locais, o MT TV.
Depois de uma temporada no Centro-Oeste voltou a São Paulo ao ser contratada pela RedeTV!. Cumpriu as funções de repórter e, um ano depois de sua chegada, foi convidada para ser âncora do telejornal Leitura Dinâmica, substituindo o jornalista Milton Jung. Foi a primeira apresentadora do telejornal no atual formato diário. Ficou nesse telejornal por 3 anos quando foi transferida para o Jornal da TV! para compor a bancada com o jornalista Augusto Xavier, durante a licença-maternidade da apresentadora titular, Cláudia Barthel. Rita logo foi efetivada no telejornal. Em 2005, com uma remodelação do jornalismo na emissora, o jornal teve seu nome alterado para RedeTV! News e Augusto Xavier foi substituído pelo renomado apresentador Marcelo Rezende.
Em 2006 idealizou, produziu e gravou uma série especial de reportagens sobre transplantes de órgãos no mesmo jornalístico. A reportagem que mais chamou a atenção foi a primeira, na qual entrevistava sua própria mãe, então na fila de transplante. A série foi finalista no  8º Prêmio Imprensa Embratel na categoria "Reportagem de Televisão".
Em 20 de dezembro de 2011, foi afastada da Rede TV! após reclamar publicamente do atraso de salário de funcionários no Facebook, e após o acontecimento, em janeiro de 2012 foi demitida da emissora sendo sucedida por Amanda Klein. Meses depois foi contratada pela Rede Bandeirantes onde foi repórter e apresentadora do Jornal da Band. Fica por um mês no SBT e vai para TV Bandeirantes.
No dia 21 de Julho de 2013, desligou-se da Band e foi para o Portal Terra. Após a passagem pelo Portal Terra, teve uma curta passagem pelo SBT e Record TV. Atualmente escreve para o portal do jornal O Estado de São Paulo e para a Revista Crescer, da Editora Globo, além de ter uma coluna sobre maternidade na Eldorado FM. Em janeiro de 2021, Rita foi contratada pela CNN Brasil e atuou como comentarista do quadro Liberdade de Opinião, no jornal Visão CNN. Com o fim do quadro em outubro do mesmo ano, ela deixou a emissora.

## Vida pessoal
Em 2011 teve seu primeiro filho, fruto de fertilização in vitro devido ao diagnóstico de endometriose em 2009. A maternidade motivou a jornalista a trabalhar no tema, com o lançamento do blog Ser Mãe é Padecer na Internet (2013), integrado ao portal do jornal O Estado de S.Paulo, e do livro Mãe sem Manual (2017).

## Filmografia
| Ano           | Título           | Cargo         | Emissora          |
| ------------- | ---------------- | ------------- | ----------------- |
| 1998–00       | Canal Rural      | Repórter      | Canal Rural       |
| 2000–01       | MTTV             | Repórter      | TV Centro América |
| 2001          | Leitura Dinâmica | Repórter      | RedeTV!           |
| 2002–04       | Leitura Dinâmica | Apresentadora | RedeTV!           |
| 2004–05       | Jornal da TV!    | Apresentadora | RedeTV!           |
| 2005–11       | RedeTV! News     | Apresentadora | RedeTV!           |
| 2012–13       | Jornal da Band   | Repórter      | Band              |
| 2013          | SBT Brasil       | Repórter      | SBT               |
| 2015–16       | Jornal da Record | Repórter      | Record            |
| 2021          | Visão CNN        | Comentarista  | CNN Brasil        |
| 2024–presente | Opinião          | Apresentadora | TV Cultura        |